# Silverio Rivas
Silverio Rivas Alonso, nacido en Puenteareas el 24 de noviembre de 1942, es un escultor gallego con taller en San Juan de Páramos, Tuy.

## Trayectoria
Comenzó a trabajar en el taller de ebanistería de su padre a los doce años. Se formó en la Escuela Municipal de Artes y Oficios de Vigo con los maestros Carlos Sobrino Buhigas, Luis Achicharras Martínez y Camilo Nogueira Martínez; en el taller de fundición de Xoán Piñeiro Nogueira; en Madrid, donde ingresó en la Escuela de Artes y Oficios de la calle de la Palma y asistió a las clases nocturnas del Círculo de Bellas Artes, y en Sargadelos, lo que lo llevó a innovar con conjuntos articulados y desmontables de cerámica. Trabajó en París. Formó parte del movimiento Atlántica desde 1980.
Pionero de la abstracción escultórica en Galicia y con un trabajo que despuntó en los años setenta. Domina un constructivismo orgánico que siempre tiene en cuenta el juego de las formas y el espacio intrínseco y cambiable. Trabaja con materiales diversos: granito, bronce, hierro, acero, plomo, mármol, madera, barro, fibra de poliéster, gres...

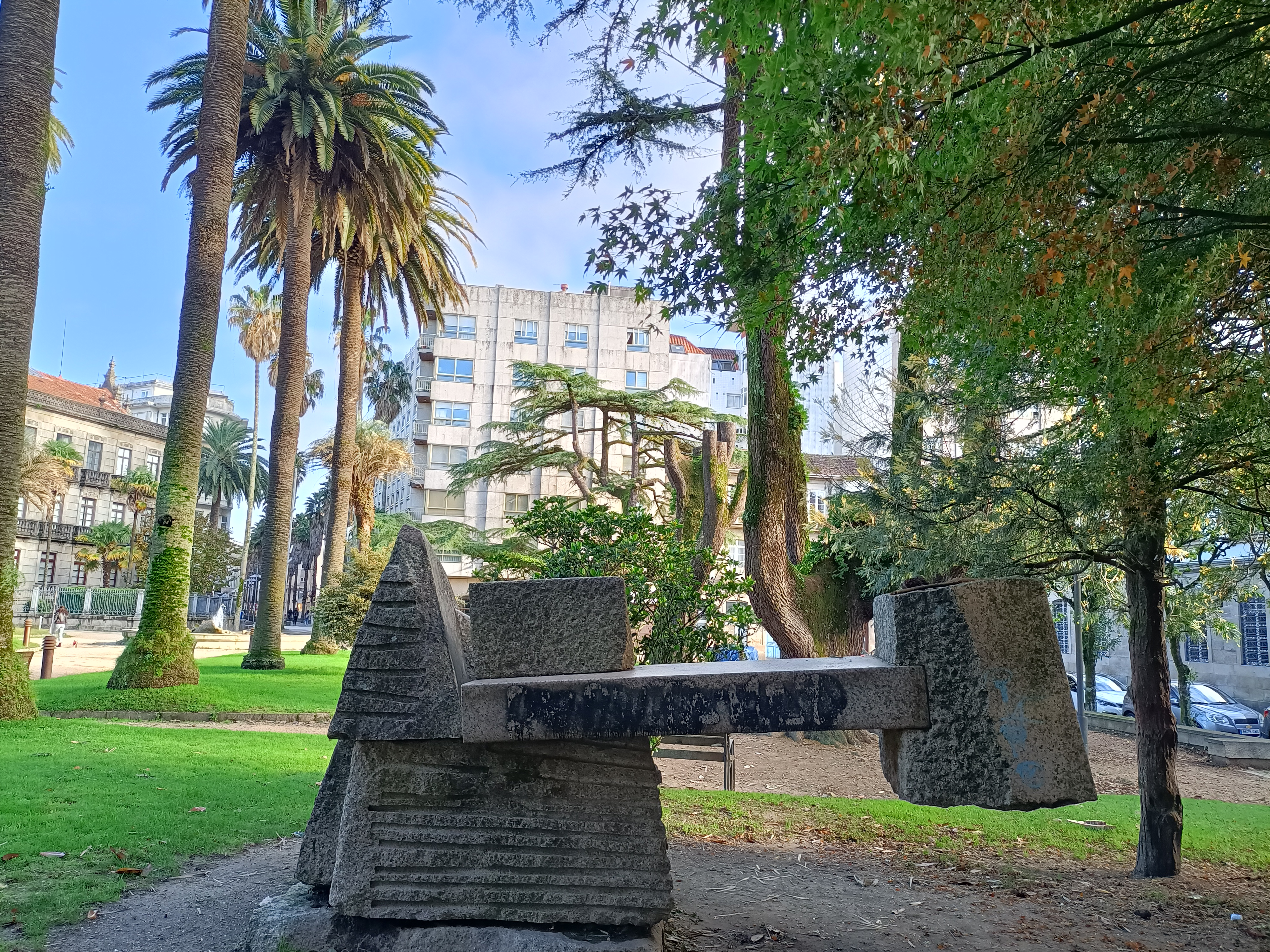
Flecha (1988) en Pontevedra.

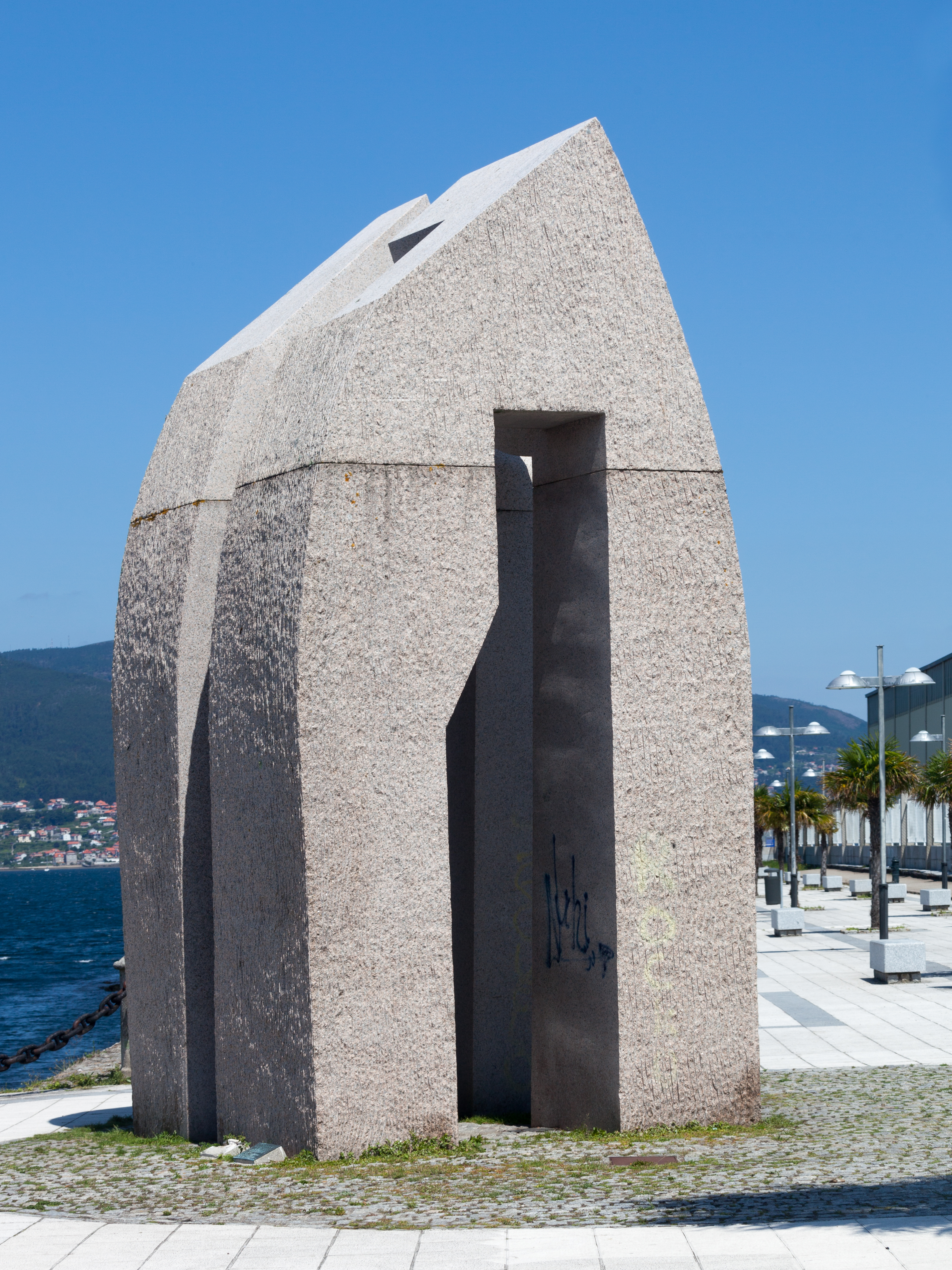
Capilla Solis en Marín.

## Obras
Rivas, presente en el Museo Municipal Quiñones de León de Vigo, la Colección Afundación y en el Museo de Bellas Artes de la Coruña, tiene obra en espacios públicos en varias villas de Galicia:
- Homenaje a de Chirico, en la Facultad de las Ciencias Económicas y Empresariales de la USC.
- Proa al mar (1982), en el CEIP de Olveira de Ribeira.[10]
- Carballo junto (1984).
- Flecha (1988), en el parque de las Palmeras, en la ciudad de Pontevedra.
- Proa rastrillo (1991).
- Puerta del Atlántico (1992), en la Plaza de América de las Traviesas, en la ciudad de Vigo.
- Ara solis (1994), a un lado de la Torre de Hércules de la Coruña.
- Capilla solis (1997), en el puerto de Marín.
- Dolmen Nuevo Milenio (1999), en el Parque de la Música de Santiago de Compostela.
- A las víctimas de la represión (2000), en la Alameda de Tui.
- Horizonte para el sol (2002), en el campus de las Lagunas-Marcosende de la Universidad de Vigo.
- Oliveira del nuevo milenio (2010), en la Plaza del Bicentenario de Vigo.[11]

En 2012 participó, con la pieza Barca solar, en la exposición Gallaecia Petrea, en la Cidade da Cultura de Galicia.

## Reconocimiento
En 1992 recibió el Premio de la Crítica Galicia de Ciencias y Artes de la Representación y en 2015 el Premio Laxeiro.

### Otros artículos
- Gallaecia Petrea